# Rétino
Rétino, Réthymno, Retimno, Ritimna o Ritimnia (en griego: Ρέθυμνο, romanizado: Réthymno; en turco: Resmo, en italiano: Rettimo, en latín: Civitas Rethymnæ), llamada además La ciudad Litterária (en latín: Civitas Litterarum), es una ciudad y un municipio de Grecia, de poco más de 30.000 habitantes (55.000 en todo el municipio). La ciudad de Rétino está situada en la costa norte de Creta y es la capital de la unidad periférica homónima.

## Historia
Fue fundada en la Antigüedad como una ciudad minoica de segundo orden. Es citada por autores como Ptolomeo, Plinio el Viejo, Esteban de Bizancio y Eliano. Cobró mayor importancia en la Edad Media, cuando se desarrolló en un centro comercial fortificado bajo la época de dominación veneciana, a equidistancia entre Heraclión y La Canea. La ciudad vieja aún conserva un carácter esencialmente veneciano, con algunas reformas y edificios de la época otomana. Además, su amplio litoral de playas ha contribuido desde el siglo XX a su desarrollo económico basado en el turismo. Es, junto a Heraclión, sede de la Universidad de Creta.

## Municipio
El municipio actual de Rétino se formó en la reforma del gobierno local de 2011 por la fusión de los siguientes 4 municipios existentes, que se convirtieron en unidades municipales:

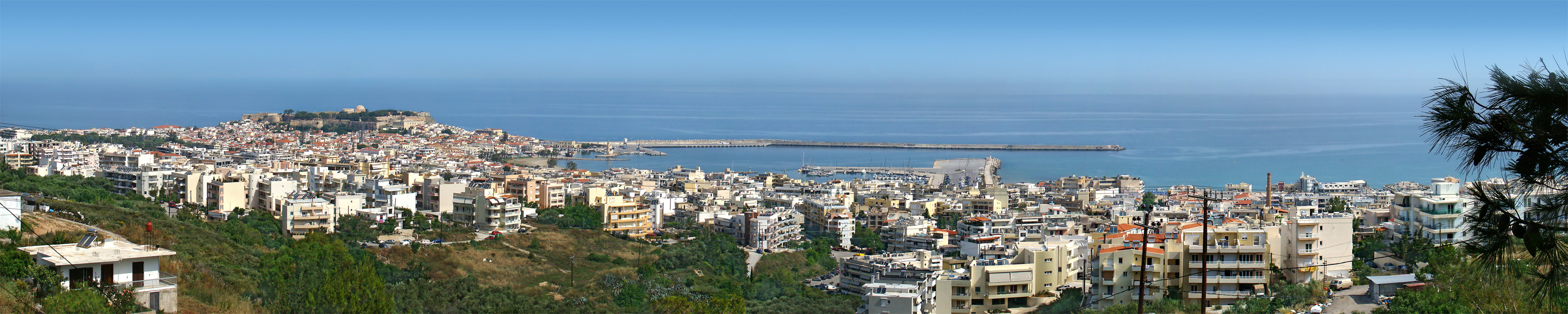
Vista panorámica de Rétino

- Arkadi
- Lappa
- Nikiforos Fokas
- Rétino